# Кузьмін Василь Іванович
Васи́ль Іва́нович Кузьмі́н (15 січня 1930, с. Столбове Шуміхінського району Курганської області, Росія — 22 серпня 2006, м. Чернівці, Україна) — військовик, громадський і культурний діяч, Заслужений працівник культури України.

## Життєпис
Народився 15 січня 1930 року в Росії. Закінчив військове училище спецзв'язку, служив в Україні (м. Дрогобич, м. Львів). З 1953 р. жив на Буковині. Після звільнення у запас (1958) працював у закладах культури: інспектором Чернівецького міськвідділу у гарнізонному Будинку офіцерів, директором кінотеатрів у Чернівцях: «Україна», «Жовтень» (нині «Чернівці»). Закінчив філологічний факультет Чернівецького державного університету.

## Громадська, культосвітня діяльність
Створив національно-патріотичний клуб «Співрозмовник», ініціював проведення в Чернівцях Всеукраїнської кіноконференції. Учасник з'їздів кіномистецтва у Москві, Кишиневі. Член Всеукраїнського товариства «Просвіта» імені Тараса Шевченка. Був серед виборювачів незалежности України в 1991 році.
Будучи палким шанувальником українського кіна, Василь Кузьмін, директор кінотеатру «Чернівці», запрошував авторів тих небагатьох фільмів, які виходили на екрани (Олесь Санін, Олесь Янчук інші). Художником-плакатистом з 2002 по 2004 в кінотеатрі працював Дмитро Сухолиткий-Собчук.

## Нагороди, відзнаки
- Заслужений працівник культури України. (1998).
- Грамота Міністерства культури і мистецтв України (2000).
- Почесна грамота Кабінету Міністрів України (2003).
- Медаль «Будівничий України» (2004).